# Vicchio
Vicchio és una ciutat i comune (municipi) de la ciutat metropolitana de Florència, a la regió italiana de la Toscana, situat uns 25 km al nord-est de Florència. L'1 de gener de 2018 tenia 8.183 habitants.

## Geografia
Vicchio limita amb els municipis de Borgo San Lorenzo, Dicomano, Marradi i Pontassieve.
Conté les frazioni d'Ampinana, Arsella, Barbiana, Boccagnello, Bovino, Bricciana, Campestri, Casole, Cistio, Cuccino, Farneto, Gattaia, Gracchia, Mirandola, Molezzano, Mulinuccio, Padule, Paterno, Piazzano, Pilarciano, Pimaggiore, Ponte a Vicchio, Rossoio, Rostolena, Rupecanina, Scopeto, Uliveta, Vespignano, Vezzano, Villore i Zufolana.

## Personatges il·lustres
Molts pintors italians famosos van néixer prop de Vicchio:
- Giotto, a la frazione de Colle di Vespignano.
- Fra Angelico, a la frazione de Rupecanina.
- Giovanni Malesci
- Rutilio Muti
- Armeno Mattioli
- Foresto Marianini

També és el lloc de naixement de Jean-Baptiste Lully (Giovanni Battista Lulli), que es convertiria en el fundador de la tradició d'òpera francesa.

## Ciutats agermanades
- Tolmin, Eslovènia, des de 1981